# 图纹绶贝
图纹绶贝（学名：Mauritia mappa）为宝贝科绶贝属的动物。分布北自日本南部向南经菲律宾、印度尼西亚至澳大利亚、东自土阿莫土群岛向西经群岛所罗门等群岛至印度洋诸岛到东非沿岸、台湾岛以及中国大陆的西沙群岛等地，生活习性为暖水性。其主要生活于热带或亚热带珊瑚礁间或礁石块下面以及常生活在水深3-6英尺。该物种的模式产地在非洲洋。